# ジョルダン・サルー
ジョルダン・サルー（Jordan Sarrou、1992年12月9日 - ）は、フランス、サン＝テティエンヌ出身の自転車競技（マウンテンバイク）選手。2020年MTB世界選手権のクロスカントリー優勝者である。

## 経歴
- マウンテンバイク世界選手権
  - 2012年   ２位 チームリレー  レオガング
  - 2013年   ２位 チームリレー  ピーターマリッツバーグ
  - 2014年   優勝 チームリレー  ハーフィエル
  - 2014年   ２位 クロスカントリーU23  ハーフィエル
  - 2015年   優勝 チームリレー  ヴァルノード
  - 2016年   優勝 チームリレー  ノヴェ・メスト
  - 2017年   ３位 チームリレー  ケアンズ
  - 2019年   ３位 チームリレー  モンサンタンヌ
  - 2020年  優勝 クロスカントリー  レオガング
  - 2020年   優勝 チームリレー  レオガング

- UCIマウンテンバイクワールドカップ
  - 2013年 総合5位 クロスカントリーU23
  - 2014年  総合優勝 クロスカントリーU23
  - 2015年  総合26位 クロスカントリー
  - 2016年  総合7位 クロスカントリー
  - 2017年  総合5位 クロスカントリー
  - 2018年  総合11位 クロスカントリー
  - 2019年  総合5位 クロスカントリー

- 欧州大陸選手権
  - 2013年 　優勝 クロスカントリー U23  ベルン
  - 2014年 　優勝 クロスカントリー U23  ザンクト・ヴェンデル
  - 2014年 　優勝 チームリレー  ザンクト・ヴェンデル
  - 2016年  ２位 チームリレー  ハスクヴァルナ

- フランス国内選手権
  - 2009年  優勝 クロスカントリー ジュニア
  - 2012年  優勝 クロスカントリー U23
  - 2013年  ３位 クロスカントリー U23
  - 2014年  優勝 クロスカントリー U23
  - 2015年   ３位 クロスカントリー
  - 2019年   2位 クロスカントリー
  - 2020年  優勝 クロスカントリー